# IC 5165
IC 5165 ist eine Balken-Spiralgalaxie vom Hubble-Typ SBab im Sternbild Tukan am Südsternhimmel. Im selben Himmelsareal befinden sich u. a. die Galaxien NGC 7191, NGC 7192, NGC 7199, NGC 7219.
Das Objekt wurde am 21. August 1900 von DeLisle Stewart entdeckt.